# Hazarer
Hazarer (persiska: هزاره, hazara; hazaragi: آزره, azra ) är ett persisktalande folk som tidigare huvudsakligen bodde i bergsområdet Hazarajat i centrala Afghanistan, men som nu finns i många delar av regionen. Deras antal i Afghanistan uppskattas till 3–9 miljoner, motsvarande 10–28 procent av landets totala befolkning. Dessutom lever ungefär 3 miljoner hazarer som flyktingar utanför Afghanistan, huvudsakligen i Iran och Pakistan. 
Hazarerna i Afghanistan har varit förtryckta och förföljda sedan flera sekel. Efter en lugnare period tog våldet ny fart från och med 2015 med en serie  attacker mot hazarer och hazardominerade områden, utförda både av IS och av talibanerna. Efter talibanernas maktövertagande i augusti 2021 varnade USA:s förintelsemuseum för att Afghanistans hazarer kunde utsättas för folkmord.

## Språk, religion och ursprung
Hazarerna talar hazaragi, som kan ses som en dialekt av dari och persiska, där de huvudsakliga skillnaderna rör uttal och inslag av ord med mongoliskt och turkiskt ursprung.
De flesta hazarer är shia-muslimer, därav en betydlig del ismailiter, men det finns också många sunni-muslimer i norra och nordvästra Afghanistan. Aimagh-hazarerna är exempelvis huvudsakligen sunniter. Något eller några tusental av Afghanistans hazarer uppskattas av missionskällor vara kristna, och de flesta kristna från Afghanistan är hazarer.  Hazara-kristna är mestadels konvertiter från islam, men en del har alltid varit kristna.
Hazarerna antas vara av mongolisk eller turk-mongolisk härkomst, något som förefaller bekräftas av vanliga drag i deras utseende. Liksom för andra folkgrupper i Afghanistan finns dock inget direkt samband mellan utseende och etnisk identitet. Enligt en teori är hazarerna ättlingar till den mongoliska här som invaderade området på 1200-talet. En annan teori hävdar att de är ättlingar till människor som bodde i området innan invasionen av människor med indoeuropeiskt språk (2000-1500 f.K), och en tredje teori pekar på blandad härkomst som en följd av återkommande invasioner.

## Social och politisk ställning i Afghanistan
Hazarer har under en stor del av historien varit utsatta för förföljelse och diskriminering. Hazarer skiljer sig från de flesta andra afghaner genom ett mera östasiatiskt utseende, och är dessutom shiamuslimer och kan av strikta sunnimuslimer betraktas som "icke muslimer". Under det sena 1800-talet gjorde hazarer uppror (hazarernas resning) mot emiren Abd-Rahman Khan, som svarade med mycket starkt våld, ibland betecknat som folkmord. Många - enligt vissa källor mer än hälften - av hazarerna dödades eller fördrevs från sina hem; kvinnor och barn såldes som slavar och det sägs att emirens styrkor byggde torn av hazarers dödskallar för att avskräcka från nya uppror.   
Fram till 1970-talet fick hazarer inte inneha högre statliga tjänster, och först i konstitutionen 2004 fick de fulla medborgerliga rättigheter. Under 1990-talet förde talibanerna krig mot hazarer, och känslan av utsatthet har fortsatt även sedan den formella diskrimineringen har upphört.
De två distrikten med namnet Behsud i Afghanistans provins Wardak är sedan slutet på 1800-talet platsen för våldsamma konflikter mellan bofasta jordbrukare från folkgruppen hazara och nomadiserande boskapsskötare från kuchifolket. Båda grupperna har en svag socio-ekonomisk ställning i Afghanistan och är för sin försörjning beroende av att kunna använda samma mark och vatten, men för olika ändamål. Konflikten innefattar även kulturella och religiösa aspekter, eftersom hazara i regel är shiamuslimer medan kuchi är sunnimuslimer.
En politisk rörelse som har samlat hazarer är sedan 1988 Hezb-e Wahdat-partiet. Den mest inflytelserika personen i partiet var Abdul Ali Mazari, som 1995 togs till fånga och mördades av talibanerna.  I mars 2016 blev han av Afghanistans president Ashraf Ghani tilldelad hederstiteln "Martyr of National Unity" med hänvisning till att han hade arbetat för en fredlig lösning på konflikterna i landet.
Sedan 2016 har det i Afghanistan skett flera terrordåd och massmord riktade specifikt mot hazarer, och folkgruppens situation i Afghanistan bedöms som mycket utsatt, bland annat genom attacker från IS. Efter att talibanerna tagit makten i landet i augusti 2021 har det skett upprepade terrorattacker mot shiamuslimska moskéer, där majoriteten av bönedeltagarna varit hazarer. Hazarer har också tvångsförflyttats från sina hem och sin mark. I april 2022 har ett stort antal människor dödats i självmordsdåd och andra attacker riktade specifikt mot hazarer, utförda av den afghanska grenen av "Islamiska staten" IS. 5-7 augusti 2022 dödades och skadades minst 120 civila genom bombattacker i Kabuls shiamusilimska/hazariska områden. IS tog på sig ansvaret för dåden. Amnesty International fördömde attackerna som skulle kunna rubriceras som brott mot mänskligheten och riktade hård kritik mot Afghanistans talibanska de facto-regim för deras underlåtenhet att agera för att stoppa attackerna och skydda den hazariska minoriten. Efter en självmordsattack som dödade minst 53 personer på ett utbildningscenter i Kabuls hazariska stadsdel organiserades i början av oktober 2022 en världsomspännande kampanj #StopHazaraGenocide med minst sex miljoner twitterposter och demonstrationer i en rad olika länder.

## Hazarer på flykt
På grund av förföljelse och hot i hemlandet har miljoner hazarer flytt från Afghanistan, framför allt till grannländerna Iran och Pakistan. I Iran fanns år 2016 cirka 2,5 miljoner afghanska flyktingar, varav de flesta var hazarer. Ungefär 1,5 miljon av dem hade en form av registrerad flyktingstatus eller tillfälliga uppehållstillstånd, medan drygt en miljon var papperslösa. I Pakistan fanns år 2016 omkring 600 000 hazarer, varav många har flytt dit från krig och förföljelse i Afghanistan sedan 1978 medan andra har levt där i generationer. Hazarerna i Pakistan har sedan 1998 utsatts för mycket etniskt och religiöst betingat våld, speciellt i och omkring Baluchistans huvudstad Quetta.
Hazarer har också flytt till Australien, Kanada och Indonesien. En stor del av de över 23 000 ensamkommande afghanska barn som år 2015 sökte asyl i Sverige är hazarer, många av dem uppvuxna i Iran.

## Namnet
Namnet stavas ibland khazar, men det torde vara orelaterat till de turkiska khazarerna, och i stället komma av ordet för 'tusen' i innebörden av en mongolisk militär enhet om tusen ryttare.

## Galleri

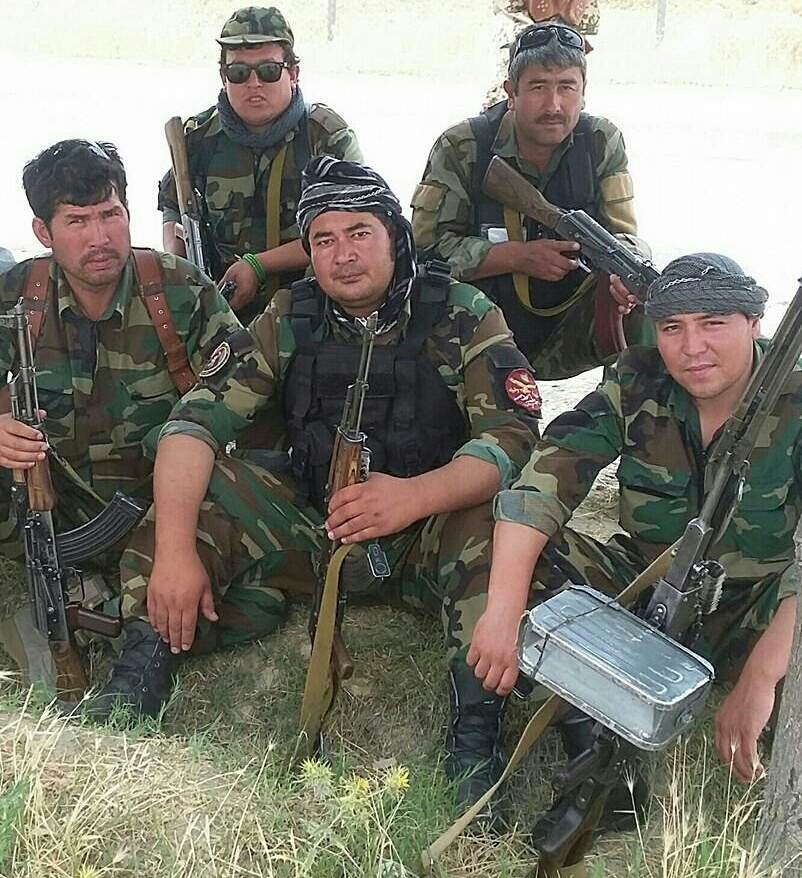
Hazara-män i uniformen för Afghanistans nationella armé.
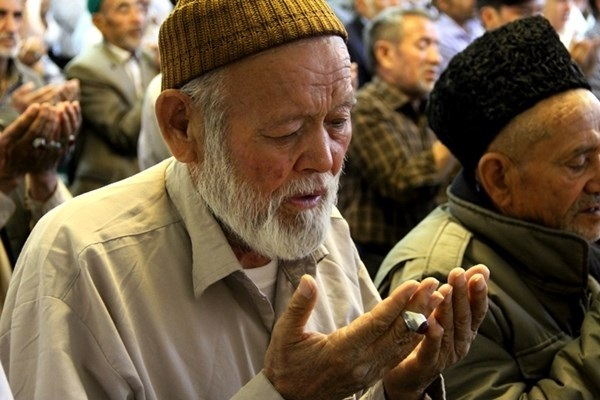
Äldre Hazara-man.
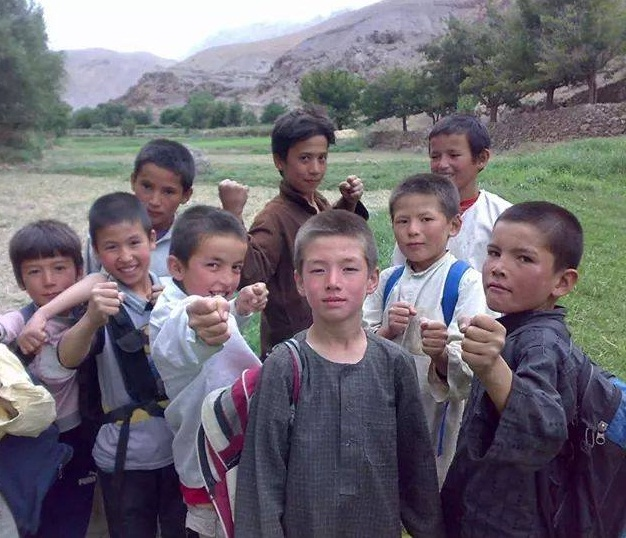
Hazara skolpojkar i Afghanistan.
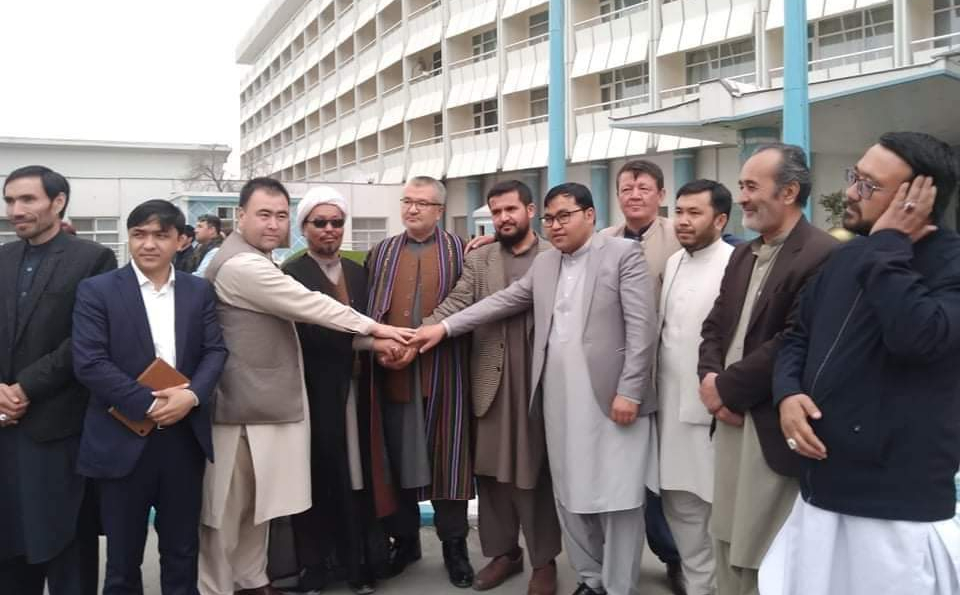
Sammankomst i Kabul 2021 på årsdagen av Abdul Ali Mazaris död.